# Francisco Valenzuela
Francisco Valenzuela Silva, detto Kiko (1939 – 6 settembre 2024), è stato un cestista cileno.

## Carriera
Con il Cile ha disputato cinque edizioni dei Campionati sudamericani (1961, 1963, 1966, 1968, 1969).